# Urànids

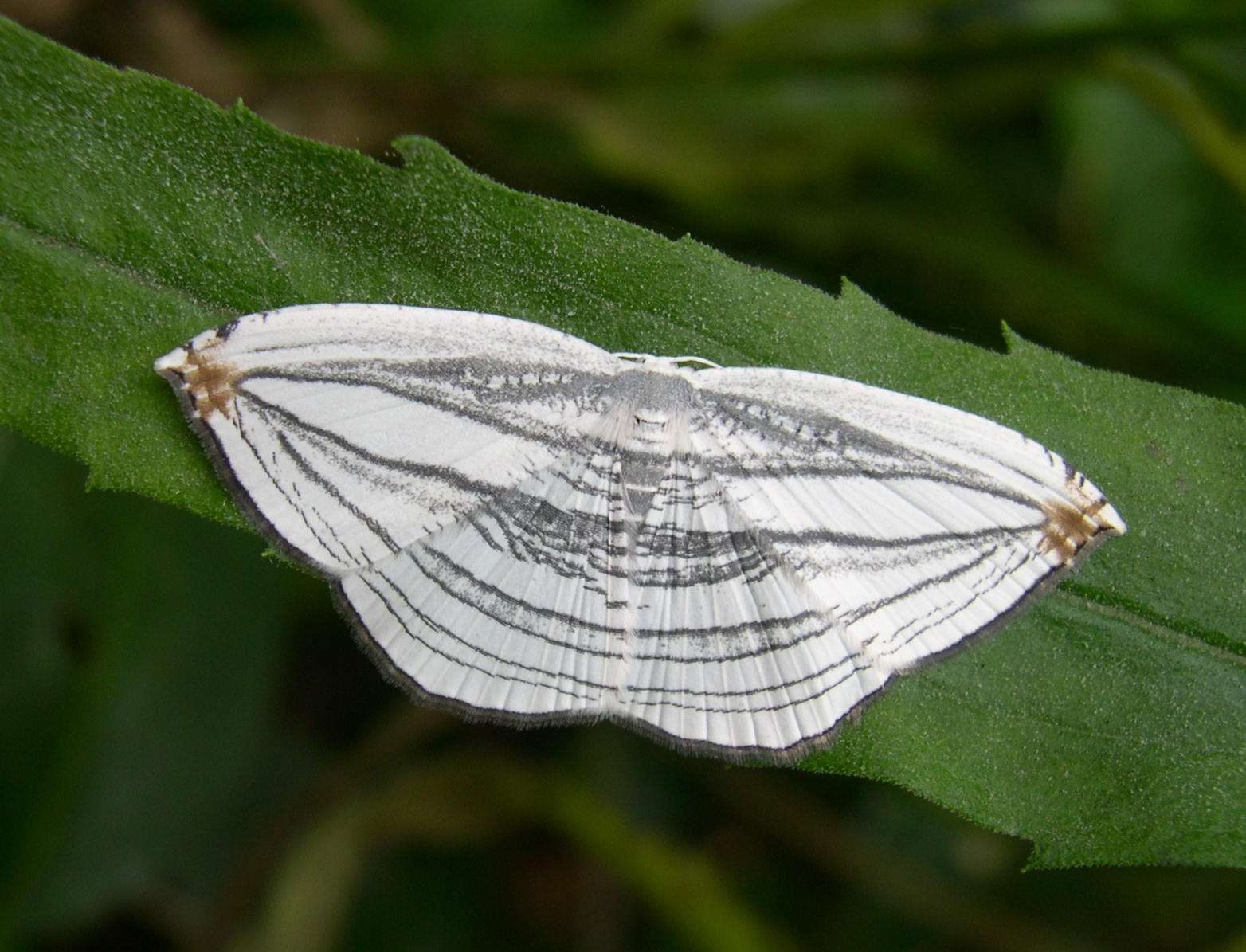
Acropteris iphiata (Microniinae)

Els urànids (Uraniidae) són una família de lepidòpters ditrisis de la superfamília dels geometroïdeus (Geometroidea), amb prop de 700 espècies. Es distribueixen per zones de clima tropical d'Amèrica, Àfrica, Àsia i Austràlia. Algunes espècies de la subfamíla Uraniinae són dels lepidòpters més vistosos i acostumen a confondre's amb ropalòcers a causa d'aquesta coloració i a l'activitat diürna que presenten. Algunes espècies de la subfamília Epipleminae també es troben en regions temperades, com al Canadà.

## Descripció
Els adults són similars als geomètrids, però difereixen en el fet que els òrgans timpànics de l'abdomen tenen una estructura diferent en els dos sexes. També hi ha algunes particularitats en la nervadura alar i a les subfamílies Uraniinae i Microniinae, a les ales posteriors, el fre (estructura que permet l'acoblament amb les ales anteriors) és rudimentari o inexistent. Les larves tenen cinc parells de falses potes, mentre que en els geomètrids seu nombre és més reduït (en general només dos).

## Taxonomia
Es divideix en 4 subfamílies i uns 90 gèneres:

### SubfamíliaAuzeinae
És la subfamília més primitiva, amb espècies que recorden l'aspecte de drepànids i geomètrids.

### SubfamíliaUraniinae

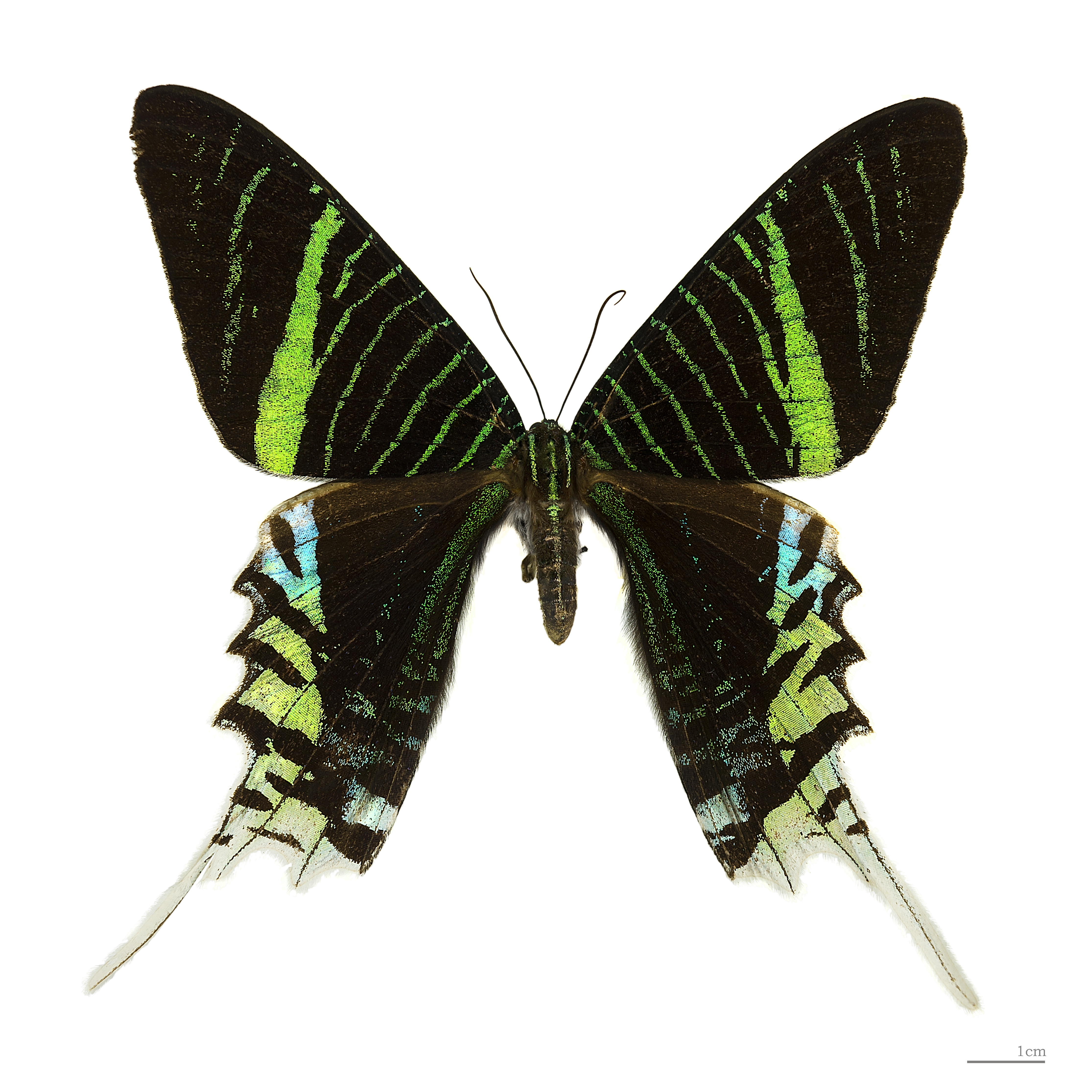
Urania leilus (Uraniinae)

Comprèn 7 gèneres, difosos exclusivament per l'Amèrica tropical (només el gènere Urania), Àfrica (Chrysiridia, per exemple) i la regió indomalaia i australiana (Alcides, Lyssa, etc.). Són molt colorides, grans, amb cues a les ales posteriors i generalment volen durant el dia. Algunes tenen franges iridescents: els colors de les quals no són deguts a pigments químics, sinó que són causats a fenòmens de difracció i interferència de la llum, fet anàleg a l'aparició del color blanc i blau als nimfàlids del gènere Morpho. Altres espècies presenten coloracions aposemàtiques, com per exemple Alcides agathyrsus de Nova Guinea, que imita al papiliònid Papilio laglaizei (mimetisme batesià). Les erugues s'alimenten d'Euphorbiaceae.

### SubfamíliaMicroniinae
Formada per espècies més petites i menys vistoses, amb franges brillants fosques, sense cua i amb vol nocturn o crepuscular. Els gèneres es distribueixen per Àfrica, zona indomalaia i Austràlia.

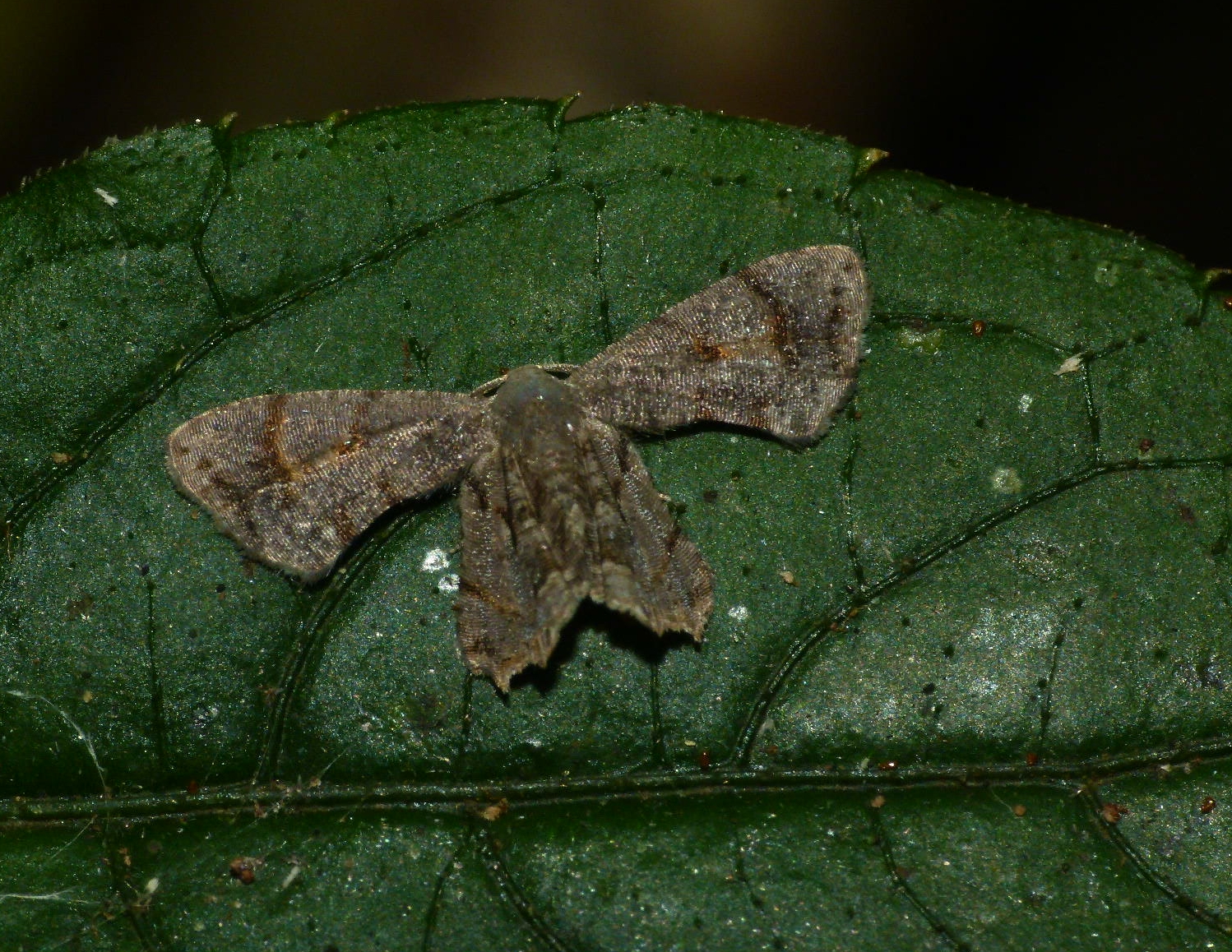
Dysaethria sp. (Epipleminae)

### SubfamíliaEpipleminae
Distribuïda generalment per regions tropicals, però també arriben a zones temperades; una espècie es pot trobar a Europa. Els imagos tenen un cap petit amb ulls grans, no tenen ocels. En posició de repòs, les ales anteriors estan més o menys enrotllades en forma de tub, esteses cap endavant, mentre que les posteriors cobreixen l'abdomen i romanen separades de les anteriors. Un comportament similar s'observa als geomètrids, concretament a la subfamília Ennominae. L'aspecte exterior recorda a un geomètrid o drepànid, famílies amb les que s'ha confós en un passat. Presenten coloracions poc vistoses, normalment fosques, que serveixen per a la cripsi; es camuflen entre les fulles d'arbusts i no es mouen encara que es sacsegi la planta. En primeres etapes, les erugues són gregàries i viuen juntes en una tela sedosa.